# Qinghua (köpinghuvudort i Kina, Shaanxi, lat 34,43, long 107,84)
Qinghua är en köpinghuvudort i Kina. Den ligger i provinsen Shaanxi, i den nordvästra delen av landet, omkring 99 kilometer väster om provinshuvudstaden Xi'an. Antalet invånare är 26 637. Befolkningen består av 12 553 kvinnor och 14 084 män. Barn under 15 år utgör 13,0 %, vuxna 15-64 år 78 %, och äldre över 65 år 8,0 %.
Runt Qinghua är det tätbefolkat, med 511 invånare per kvadratkilometer. Närmaste större samhälle är Fufeng, 8,0 km söder om Qinghua. Trakten runt Qinghua består till största delen av jordbruksmark.
Genomsnittlig årsnederbörd är 730 millimeter. Den regnigaste månaden är september, med i genomsnitt 159 mm nederbörd, och den torraste är december, med 2 mm nederbörd.